# Лемани (Мазовецьке воєводство)
Лемани (пол. Lemany) — село в Польщі, у гміні Затори Пултуського повіту Мазовецького воєводства.
Населення — 93 особи (2011).
У 1975-1998 роках село належало до Остроленцького воєводства.

## Демографія
Демографічна структура станом на 31 березня 2011 року:
|          | Загалом | Допрацездатний вік | Працездатний вік | Постпрацездатний вік |
| -------- | ------- | ------------------ | ---------------- | -------------------- |
| Чоловіки | 40      | 8                  | 27               | 5                    |
| Жінки    | 53      | 15                 | 29               | 9                    |
| Разом    | 93      | 23                 | 56               | 14                   |